# Tam Bảo tự (Hàn Quốc)
Tam Bảo tự (tiếng Hàn Quốc: 삼보사; chữ Hán: 三寶寺) là 3 ngôi chùa Phật giáo chính ở Hàn Quốc, mỗi chùa đại diện cho một trong tam bảo của Phật giáo:
- Tongdosa (Thông Độ tự) (tiếng Hàn 통도사, Hán tự 通度寺), ở tỉnh Nam Gyeongsang đại diện cho Phật;
- Haeinsa (Hải Ấn tự) (tiếng Hàn: 해인사, Hán tự: 海印寺), cũng ở tỉnh Nam Gyeongsang đại diện cho Pháp
- Songgwangsa (Tùng Quảng tự) (tiếng Hàn: 송광사, Hán tự: 松廣寺), ở tỉnh Nam Jeolla đại diện cho Tăng.